# Alternanthera reineckii
Alternanthera reineckii là loài thực vật có hoa thuộc họ Dền. Loài này được Briq. mô tả khoa học đầu tiên năm 1899.